# Cecelia Ahern
 Cecelia Ahern (Dublin, Írország 1981. szeptember 30. –) az egyik legnépszerűbb, kortárs, ír regényíró. Az Ui. Szeretlek című könyve hozta meg neki a világsikert.
Producere volt Christina Applegate főszereplésével készült Nem ér a nevem című tévésorozatnak.

## Élete
Ahern apja a volt ír kormányfő (Taoiseach), Bertie Ahern. Sógora Nicky Byrne a Westlife tagja.
Újságírásból diplomázott a dublini Griffith College-ban.
2009-ben született gyermeke, Robin.

## Művei

### Regények
- PS, I Love You, 2002
  - Utóirat: szeretlek; ford. Koncz Éva; Reader's Digest, Bp., 2005 (Reader's Digest válogatott könyvek)
  - Ui.: Szeretlek; ford. Pavlov Anna; Tericum, Bp., 2007
- Where Rainbows End, 2004 
  - Ahol a szivárvány véget ér; ford. Morcsányi Júlia; Athenaeum, Bp., 2008
  - Ahol a szivárvány véget ér; ford. Morcsányi Júlia; Athenaeum, Bp., 2013
- If You Could See Me Now, 2005
  - Bárcsak láthatnál; ford. Dávid Anna; Athenaeum 2000, Bp., 2007
- A Place Called Here, 2006
- Talált tárgyak országa; ford. Hussami Péter; Athenaeum, Bp., 2010
- Thanks for the Memories, 2008
  - Bennem élsz; ford. Hussami Péter; Athenaeum, Bp., 2009
- The Gift, 2008
  - Ajándék; ford. Cseicsner Otília; Athenaeum, Bp., 2010
- TheBook of Tomorrow) 2009)
  - A holnap titkai; ford. Kaskof Sára; Athenaeum, Bp., 2011
- Girl in the Mirror) / The Memory Maker) 2010 - két novella
  - Lány a tükörben; ford. Szili Orsolya; Athenaeum, Bp., 2012
- The Time of my Life, 2011)
  - Nyomomban az életem; ford. Szili Orsolya; Athenaeum, Bp., 2012
- One hundred names, 2012
  - Életed regénye; ford. Babits Péter; Athenaeum, Bp., 2013
- How to Fall in Love, 2013
  - A szerelem kézikönyve; ford. Babits Péter; Athenaeum, Bp., 2014
- The Year I Met You, 2014
  - Amikor megismertelek; ford. Szieberth Ádám; Athenaeum, Bp., 2015
- The Marble Collector, 2015
  - Az üveggolyók titka; ford. Bottka Sándor Mátyás; Athenaeum, Bp., 2016
- Flawed, 2016
  - A vétkes; ford. Bottka Sándor Mátyás; Athenaeum, Bp., 2016
- Lyrebird, 2016
  - Lantmadár; ford. Balassa Eszter; Athenaeum, Bp., 2018
- Perfect, 2017
  - A tökéletes; ford. Bottka Sándor Mátyás; Athenaeum, Bp., 2017
- Roar, 2018
  - Üvöltés. Harminc nő, harminc történet; ford. Szieberth Ádám; Athenaeum, Bp., 2019
- Postscript, 2019
  - Utóirat: még most is szeretlek!; ford. Szieberth Ádám; Athenaeum, Bp., 2019
- Freckles, 2021
  - Szeplők; ford. Kurta Zsuzsanna; Athenaeum, Bp., 2022
- In a Thousand Different Ways, 2023
  - Ezer- és ezerféleképp; ford. Novák Petra; Athenaeum, Bp., 2024

### Novellák
- 24 Minutes (2004)
- Next Stop: Table For Two (2005)
- The Calling
- Mrs. Whippy (2006)
- The End

## Adaptációk

### Film
- P.S. I Love You, főszereplők: Hillary Swank és Gerard Butler
- Bárcsak láthatnál
- Bennem élsz
- Ahol a szivárvány véget ér

## Produceri munka
- Nem ér a nevem

## Fordítás
- Ez a szócikk részben vagy egészben  a   Cecelia Ahern című angol Wikipédia-szócikk fordításán alapul.  Az eredeti cikk szerkesztőit annak laptörténete sorolja fel. Ez a jelzés csupán a megfogalmazás eredetét és a szerzői jogokat jelzi, nem szolgál a cikkben szereplő információk forrásmegjelöléseként.